# Nestor
|  | No s'ha de confondre amb Nèstor. |

Nestor és un gènere d'ocells de la família dels nestòrids (Nestoridae). Alguns autors l'han considerat l'únic gènere de la subfamília dels nestorins (Nestorinae), dins els psitàcids o encara l'únic gènere de la tribu Nestorini, dins la subfamília dels psitacins (Psittacinae).

## Taxonomia
Aquest gènere ha estat classificat en dues espècies vives i almenys una altra extinta en època històrica:
- kea (Nestor notabilis).
- kaka de Nova Zelanda (Nestor meridionalis).
- kaka de l'illa de Norfolk (Nestor productus). Extint.